# プロレスリングZERO-ONE
プロレスリングZERO-ONE（プロレスリング・ゼロ-ワン）は、かつて存在した日本のプロレス団体。運営会社は有限会社ゼロ・ワン 
2004年11月25日、ZERO-ONEの活動停止後に元所属選手と元スタッフが中心となり、後継団体「プロレスリングZERO1-MAX（プロレスリング・ゼロワン-マックス）」を設立。2009年1月1日、団体名をプロレスリングZERO1（プロレスリング・ゼロワン）に改称。

## 歴史
2000年4月7日、新日本プロレス東京ドーム大会で橋本真也は、小川直也との5度目のシングルマッチに挑むことになった。その際に自らの引退をかけることになったが、小川に敗れて公約通り引退を表明した。だが、熱心なファンの折り鶴兄弟から送られた百万羽の折り鶴をきっかけに8月23日、引退撤回を表明する。10月9日、新日本プロレス東京ドーム大会で復帰した。復帰後、橋本は他団体との対抗戦に意欲を燃やして新日本に団体内組織「新日本プロレスリングZERO」の設立を表明した。これは、橋本の後見人的立場をとっていた藤波辰爾が、長州力ら当時の主流派に対抗する目的で設立を後押ししたという説もある。しかしながら、このことが新日本の上層部との対立を招いた。原因は新日本が全日本プロレスとの交流を進めていたのに対して、橋本が全日本を退団した三沢光晴、小橋建太、田上明、秋山準が中心となって旗揚げされたプロレスリング・ノアとの対抗戦を望んでいたことが、対立の主因とされている。11月13日、橋本の完全独立宣言と共に新日本は橋本の解雇を発表した。
2001年1月25日、橋本は大谷晋二郎、高岩竜一、営業部の中村祥之など自身の趣旨に賛同して新日本を退団、退社したスタッフと共にZERO-ONEを設立して橋本が代表取締役社長に、中村が専務取締役に就任した。3月2日、両国国技館で旗揚げ戦を開催。その後もノアの協力、小川の参戦、武藤敬司が率いる全日本との対抗戦なども有り徐々に規模を拡大していったが、放漫経営から不振に陥り新日本との対抗戦実現を巡って橋本と所属選手、フロントとの意見対立も表面化していった。
2004年11月25日、橋本は記者会見を行って活動停止を発表。この時点で有限会社ゼロ・ワンが抱えていた負債は約1億円といわれている。橋本を除く元所属選手は、元専務取締役の中村がファースト・オン・ステージを設立してプロレスリングZERO1-MAX（現：プロレスリングZERO1）の団体名で再出発を図った。

## 伝説の旗揚げ戦
2001年3月2日、両国国技館で開催したZERO-ONEの旗揚げ戦「新世紀創造」では「破壊なくして創造はなし、悪しき古きが滅せねば誕生もなし、時代を開く勇者たれ」との理念を掲げた。メインイベントは、それまでの日本のプロレス界の常識を超えるまさに凄まじいものとなった。橋本はこの日、新日本プロレスの永田裕志とタッグを組み、プロレスリング・ノアの三沢&秋山組と対決した。この初顔合わせはファンの注目からは「闘魂VS王道」と呼ばれ、ゲスト解説を務めた武藤ら他団体の選手達の注目までも集めた。試合は19分10秒、三沢がジャーマンスープレックスからの片エビ固めで橋本からフォールを奪って勝利するが、なおもゴングが鳴った後も橋本は秋山を攻め続けたため、ZERO-ONEとノアの乱闘に発展した。そこに観戦に訪れていた小川がリングインし、盟友である橋本に対して「橋本、コラッ、だらしねぇ試合してんじゃねぇコノヤロー!」とマイクを持ちながら絶叫した。さらに小川は三沢に対して「三沢、受けてもらおうじゃねぇか、勝負を！」と怒鳴ったため、三沢が激怒して小川に殴りかかった。すると橋本がマイクを持って三沢、小川、秋山、藤田和之の名前を言いながら叫んだ後、橋本の陣営に付いていた藤田もリングでマイクを持ち、「誰が一番強いか、ここで決めればいいんじゃねぇか、オイ！」と絶叫して、複雑な対立構図が完成してプロレスファンを大いに驚かせた。そして三沢がマイクで、「お前らのな、思う通りにはしねぇよ、絶対！」とリングを降りると、橋本が三沢に「三沢、三沢、思い通りにしてやるから覚えておけ！」とまとめた。結局、ZERO-ONEとプロレスリング・ノア、小川、藤田との対立構図はこの一夜のみの出来事であった。その後、ノア所属選手が新日本に参戦するなどこの試合を契機にプロレス団体間の垣根も急速に低くなり、プロレス界の交流がますます活発になった。

## タイトル
- USヘビー級王座
- 天下一ジュニアヘビー級王座
- UPW ZERO-ONE World-1認定インターナショナルジュニアヘビー級王座
- NWA UNヘビー級王座
- NWAインターコンチネンタルタッグ王座
- NWAインターナショナルライトタッグ王座
- NWAスーパーヘビー級王座

リーグ戦、トーナメント戦
- 火祭り
- 天下一Jr.

## 所属選手
- 橋本真也
- 大谷晋二郎
- 田中将斗
- 佐藤耕平
- 崔領二
- 高橋冬樹
- 明石鯛我（現：土井一央）
- 高岩竜一
- 星川尚浩
- 葛西純
- 佐々木義人
- 山笠Z"信介（現：若鷹ジェット信介）
- 浪口修

## スタッフ

### レフェリー
- 村山大値
- 阿部信輔

### リングアナウンサー
- オッキー沖田

## 来日外国人選手
- エディ・エドワーズ
- ケイジ・サコダ
- キング・ジョー
- ザ・プレデター
- CMパンク
- CWアンダーソン
- ジェラルド・ゴルドー
- ジャック・ビクトリー
- ジョン・ハイデンライク
- スーパー・ノヴァ
- スティーブ・コリノ
- トム・ハワード
- ネイサン・ジョーンズ
- マット・ガファリ
- マット・ストライカー
- レオナルド・スパンキー
- ロウ・キー

## 歴代タッグチーム
- OH砲
- 炎武連夢

## 試合中継
- 破壊王プロレスZERO-ONE（テレビ東京）